# Hypoatherina crenolepis
Hypoatherina crenolepis és una espècie de peix pertanyent a la família dels aterínids.

## Descripció
- Pot arribar a fer 5,7 cm de llargària màxima.
- 6-7 espines i 7-9 radis tous a l'aleta dorsal i 1 espina i 9-10 radis tous a l'anal.
- Presenta unes poques dents molt petites al vòmer.[6][7]

## Hàbitat
És un peix marí, pelàgic-nerític i de clima tropical.

## Distribució geogràfica
Es troba al Pacífic occidental: les illes Tara i Papatog (les illes Filipines).

## Observacions
És inofensiu per als humans, assecat per a servir d'aliment a mascotes i presa de peixos més grossos i comercials.